# Distretto di Jaghatu
Il distretto di Jaghatu è un distretto dell'Afghanistan appartenente alla provincia del Vardak.